# Jaco
Jaco (psáno též Jako) je neobydlený ostrov patřící k Východnímu Timoru. Nachází se v Tichém oceánu a patří pod souostroví Malé Sundy. Je to jeden z ostrovů biogeografické oblasti Wallacea. Ostrov je součástí národního parku Nino Konis Santana. Nejbližší vesnicí je Tutuala, hlavní město Východního Timoru Dili je vzdáleno 240 kilometrů. Místní obyvatelé věří, že je ostrov prokletý. Na ostrově se nachází nejvýchodnější bod Východního Timoru.

## Geografie
Jaco je vápencový ostrov kruhového tvaru obklopený korálovými útesy. Od ostrova Timor je vzdálený pouze 700 metrů. Rozloha ostrova je 8 km2 a nadmořská výška nepřesahuje 100 metrů. Ostrov leží v tropickém podnebném pásu, tudíž se tu teplota během roku moc nemění. Ostrov je pokryt tropickým střídavě vlhkým lesem, na pobřeží jsou písečné pláže (na jižním pobřeží i malé útesy).
Průměrná teplota na ostrově je 27 °C a průměrné roční srážky činí 1436 milimetrů.
Ostrov leží na pomezí dvou moří: Bandského moře a Timorského moře.

## Historie
V dobách, kdy byl ještě Východní Timor součástí Indonésie byl na ostrově postaven maják, ale v roce 2010 byl odstraněn.
V roce 2007 byl vyhlášen národní park Nino Konis Santana, jehož je ostrov součástí.

## Fauna
Na ostrově žije mnoho druhů ptáků, převážně z čeledi holubovitých, ale také některé druhy vrabců nebo kystráčků.
Na ostrově žije též sambar ostrovní, sambaři na tomto ostrově pijí slanou mořskou vodu, protože zásoby sladké vody na ostrově jsou nedostatečné.

## Turistický ruch
Jaco je ostrov známý pro své pláže s bílým pískem a pro korálové útesy vhodné na šnorchlování. Z Timoru na Jaco vozí turisty rybáři ve svých lodích, cena jízdného na osobu činí obvykle 10 amerických dolarů (cca 230 českých korun). Plavat z Timoru na Jaco je nebezpečné, v této oblasti jsou poměrně silné mořské proudy.

## Administrativní zařazení
Jaco leží v administrativním distriktu Lautém a v subdistriktu Tutuala.